# برج امیر نخعی
برج امیر نخعی مربوط به دوره پهلوی است و در راور، فلکه فرمانداری، خیابان معلم (خیابان گلنار)، نبش کوچه شماره ۱۳، پلاک ۵۳۱ واقع شده و این اثر در تاریخ ۲ مرداد ۱۳۸۷ با شمارهٔ ثبت ۲۳۱۲۳ به‌عنوان یکی از آثار ملی ایران به ثبت رسیده است.